# Hegyi Krisztián
Hegyi Krisztián (Budapest, 2002. szeptember 24. –) utánpótlás válogatott magyar labdarúgó, az angol élvonalbeli West Ham United kapusa.

## Pályafutása

### West Ham United
2019-ben az angol első osztályú együttes szerződtette a Haladás utánpótláscsapatából. 2022 januárjában további három évvel meghosszabbították a szerződését.
2022. augusztus 25-én David Moyes nevezte a felnőttcsapatba, a Viborg FF elleni UEFA Európa Konferencia Liga 2022–23-as selejtező-mérkőzés visszavágójára, viszont pályára nem lépett.

### Stevenage (kölcsönben)
2023. július 21-én a harmadosztályú Stevenage csapatához került kölcsönbe, a teljes 2023–24-es szezonra. Új csapatában a Ligakupában mutatkozott be augusztus 8-án, a 64 közé jutásért megrendezésre kerülő Stevenage-Watford mérkőzésen. Hegyi csapata egyik legjobbjaként ziccert, majd a büntetőpárbajban tizenegyest védett, nagyban hozzájárulva ahhoz, hogy csapata kiejtesse másodosztályú ellenfelét. Négy nap múlva a bajnokságban is bemutatkozott. A League One első fordulójában kapott gól nélkül hozta le a Shrewsbury ellen 2–0-ra megnyert mérkőzést. Augusztus 29-én, a Ligakupa 2. fordulójában kezdőként kapott lehetőséget az Exeter City ellen, azonban 1–1-es döntetlent, és büntetőpárbajt követően búcsúzott a kupasorozattól a csapata. 2024. január 3-án a West Ham United visszarendelte idő előtt.

### Den Bosch (kölcsönben)
2024. január 8-án az idény végéig kölcsönvette a holland Den Bosch csapata.

### Motherwell (kölcsönben)
2024. június 28-án előbb meghosszabbította szerződését a West Hammel 2027 nyaráig, majd a londoni csapat kölcsön adta őt a skót élvonalbeli Motherwellnek a 2024–2025-ös szezon végéig. 2025. január 11-én visszahívta a kölcsönből a West Ham.

### Debreceni VSC (kölcsönben)
2025. január 13-án a Debreceni VSC-hez került kölcsönbe a szezon végéig. A klub március 20-án hivatalos oldalain erősítette meg, hogy Hegyi combizomszakadást szenvedett az A válogatott összetartásán, így elhagyta nemzeti csapatot. Az is biztossá vált, hogy a játékosra műtét és hosszabb rehabilitáció vár, így a 2024–2025-ös idényben előreláthatólag már nem léphet pályára. Március 30-án Angliában megműtötték, és az angol klub orvosai szerint legalább négy hónapot kell majd kihagynia. Június 18-án bejelentették, hogy kölcsönszerződése lejártával távozik a DVSC-től, de azt is, hogy az ő visszatéréséről még folynak az egyeztetések.

### A válogatottban
A magyar U16-os válogatottban 2017–18-ban hat alkalommal szerepelt. Az U17-es válogatottban 18 alkalommal lépett pályára. Tagja volt a 2019-es U17-es Európa-bajnokságon, illetve a 2019-es U17-es világbajnokságon szereplő magyar válogatottnak. Az U18-as válogatottban három alkalommal játszott 2019-ben. 2021–2024 között az U21-es válogatott tagja volt, ebben a korosztályban 25 alkalommal viselhette a címeres mezt.
2023. március 14-én először kapott meghívót a magyar felnőttválogatottba, Marco Rossi szövetségi kapitánytól.

## Statisztika

### Klubcsapatokban
2025. március 14-i állapot szerint.
| Klub                       | Szezon         | Bajnokság      | Bajnokság | Bajnokság | Kupa  | Kupa  | Nemzetközi | Nemzetközi | Egyéb | Egyéb | Összesen | Összesen |
| Klub                       | Szezon         | Liga           | Mérk.     | Gólok     | Mérk. | Gólok | Mérk.      | Gólok      | Mérk. | Gólok | Mérk.    | Gólok    |
| -------------------------- | -------------- | -------------- | --------- | --------- | ----- | ----- | ---------- | ---------- | ----- | ----- | -------- | -------- |
| West Ham United U21        | 2021–22        | —              | —         | —         | —     | —     | —          | —          | 3     | 0     | 3        | 0        |
| West Ham United U21        | 2022–23        | —              | —         | —         | —     | —     | —          | —          | 2     | 0     | 2        | 0        |
| Stevenage (kölcsönben)     | 2023–24        | EFL League One | 4         | 0         | —     | —     | —          | —          | 2     | 0     | 6        | 0        |
| Den Bosch (kölcsönben)     | 2023–24        | Eerste Divisie | 17        | 0         | —     | —     | —          | —          | —     | —     | 17       | 0        |
| Motherwell (kölcsönben)    | 2024–25        | Premiership    | 0         | 0         | —     | —     | —          | —          | 2     | 0     | 2        | 0        |
| Debreceni VSC (kölcsönben) | 2024–25        | NB I           | 7         | 0         | —     | —     | —          | —          | —     | —     | 7        | 0        |
| Teljes karrier             | Teljes karrier | Teljes karrier | 28        | 0         | —     | —     | —          | —          | 9     | 0     | 37       | 0        |

1. ↑  Magában foglalja az angol Football League Trophyban, illetve az angol és a skót ligakupában való pályára lépéseit is.